# Counterfeit
Counterfeit byla anglická punkrocková kapela, která vznikla v Londýně v roce 2015. Leaderem kapely byl herec a zpěvák Jamie Campbell Bower. Dalšími členy kapely byli kytarista Tristan Marmont, baskytarista Roland Johnson, bubeník Jimmy Craig a od konce roku 2015 i kytarista Sam Bower, mladší bratr Jamieho Campbell Bowera.
Na začátku roku 2016 začala kapela turné, při němž 9. června vystoupila i v Praze v klubu Chapeau Rouge. Naposledy si v Praze zahráli v listopadu 2019 v klubu Rock café.
11. listopadu roku 2020 na svém instagramovém profilu kapela ohlásila své rozpuštění.

## Členové kapely
- Jamie Campbell Bower – leader, zpěvák, kytarista
- Tristan Marmont – kytara, vokály
- Roland Johnson – baskytara, vokály
- Sam Bower – kytara, vokály
- Jimmy Craig – bicí